# 陈仰曾
陈仰曾（1919年—1994年），男，福建福清人，印尼归侨，中华人民共和国政治人物，曾任福建省政协副主席。